# Ke'Shawn Vaughn
Ke'Shawn LaMonte Vaughn (Nashville, 4 maggio 1997) è un giocatore di football americano statunitense che milita nel ruolo di running back per i Tampa Bay Buccaneers della National Football League (NFL).

## Carriera

### Tampa Bay Buccaneers
Vaugh al college giocò a football all'Università dell'Illinois (2015-2016) e all'Università Vanderbilt (2017-2019). Fu scelto dai Tampa Bay Buccaneers nel corso del terzo giro (76º assoluto) del Draft NFL 2020. Corse le prime 4 yard su tre tentativi nella partita della settimana 4 contro i Los Angeles Chargers, gara in cui segnò il suo primo touchdown su un passaggio da 9 yard di Tom Brady. La sua stagione regolare si chiuse con 109 yard corse in 10 partite.

### New England Patriots
Il 19 dicembre 2023 Vaughn firmò con la squadra di allenamento dei New England Patriots. L'8 gennaio 2024 firmò un nuovo contratto come riserva. Il 13 maggio fu svincolato.

### San Francisco 49ers
Il 7 agosto 2024 Vaughn firmò con i San Francisco 49ers. Fu svincolato il 26 agosto dopo di che rifirmò con la squadra di allenamento.

## Palmarès
- Super Bowl : 1

Tampa Bay Buccaneers: LV
- National Football Conference Championship: 1

Tampa Bay Buccaneers: 2020